# Lotnisko Pasewalk
Lotnisko Pasewalk (ICAO: EDCV) – lotnisko położone 3 kilometry na zachód od Pasewalku, w kraju związkowym Meklemburgia-Pomorze Przednie, w Niemczech.